# NLTT 11748
NLTT 11748 is een dubbelster bestaande uit twee witte dwergen die in 5,6 uur om elkaar heen draaien. De kleinste ster heeft een massa van 0,7 zonnemassa en is ongeveer even groot als de Aarde. Deze ster bestaat voornamelijk uit koolstof en zuurstof wat de ster een typische witte dwerg maakt. De grootste ster echter is meer dan vier keer zo groot en heeft een massa van 0,1 tot 0,2 zonnemassa. Deze ster bestaat grotendeels uit helium. Het bestaan van dergelijke ongewone witte dwergen wordt al 20 jaar vermoed maar is pas met de ontdekking van NLTT 11748 bevestigd.
De sterren zullen elkaar steeds dichter naderen. Over enkele miljarden jaren zullen ze op elkaar botsen wat mogelijk zal leiden tot een type Ia supernova waaruit een blauwe achterblijver kan ontstaan.